# 亞歷山德拉·特魯索娃
亞歷山德拉·维亚切斯拉沃夫娜·特魯索娃（俄语：Александра Вячеславовна Трусова，2004年6月23日—），俄羅斯花式滑冰運動員，她是2019年國際滑冰總會花式滑冰大獎賽總決賽季軍、2020年歐洲花式滑冰錦標賽季軍、2021世界花式滑冰錦標賽季軍、2022年冬季奧運女子單人滑銀牌得主，2022年全俄羅斯錦標賽冠軍得主。2017年她以13歲又169天之齡成為史上最年輕的世界青年花式滑冰大獎賽總決賽冠軍，亦蟬聯2018、2019年兩屆的世界青年花式滑冰錦標賽冠軍。
特魯索娃是史上第一位於正式比賽中成功完成勾手跳（Lutz）四周、後內點冰跳（flip）四周、外點冰四周跳（toe loop）的女子選手，也是繼安藤美姬之後第二位後內跳（Salchow）成功的女選手。同時她亦是首位在長節目中技術分上超過100分的女子選手。在 2022年冬季奥运女子单人滑比赛中，她成为花滑史上第一位完成五個四周跳的女子選手。

## 運動員生涯
特魯索娃出生於梁贊，暱稱莎莎（Sasha）。其家中有兩名弟弟，而她擁有六隻寵物狗。2008年開始她一直在故鄉跟從Olga Shevtsova接受花樣滑冰的訓練，2015年她移居至莫斯科跟隨Alexander Volkov受訓，16年開始師從艾特利·圖特別麗澤。

### 2016–17賽季
她在2017年俄羅斯青年花式滑冰錦標賽拿下第四。

### 2017–18 賽季
她首先參加了2017年青年組大獎賽澳大利亞站，在短曲和長曲都拿下第一，讓她摘下冠軍(總分197.69分也是當時歷年青少年女單總分第三) 。接著她再在白俄羅斯站折桂。她以兩站第一首名晉級總決賽 。在總決賽的第一天，她以73.25分排名短節目第一並刷新歷年青少年女單短節目的世界紀錄，接下來雖然自由滑中的4s存周及摔倒令她在自由滑中排名第二，但還是成功以205.61分總分奪金。 

因年齡關係，特魯索娃沒有參加2018年俄羅斯錦標賽，但在俄羅斯青年錦標賽中她以總分212.09分奪冠。
在3月5日至11日的索菲亞世青賽上，她首先以72.03分於短節目排名第一，及後她成功在自由滑中完成後內四周跳和後外點冰四周跳，獲得153.49分，成功刷新青少年女單自由滑世界紀錄，並以總分225.52刷新青少年女單節目總分世界紀錄及摘得金牌。

### 2018-19 賽季
Trusova參加了2018年少年大獎賽（JGP）系列比賽，開始了自己的新賽季。 在本賽季的首次JGP賽事中，她在立陶宛考納斯贏得了金牌。她在短節目和自由滑兩項比賽中均排名第一，並以拋離銀牌得主金藝林約30分的優勢獲得了金牌。截至2018年9月，她在這項比賽中的分數是國際青少年女子比賽中取得的最高分數。 在這次比賽中，特魯索娃成為第一個以4T+3T組合比賽的女子滑冰運動員，該組合獲得了16.14分。在此比賽，她還成為第一位在比賽中嘗試4Ltz的女溜冰者。 她成功跳下了，但可惜的是旋轉不足。
在本賽季的第二場JGP比賽中，她在亞美尼亞埃里溫贏得了另一枚金牌。 她再次在短節目和自由滑兩項比賽中均獲得第一名，以比銀牌得主隊友Alena Kanysheva高約33分的優勢獲得金牌。特魯索娃還刷新了她先前的自由滑世界紀錄得分。 在這次比賽中，特魯索娃成為第一位在國際比賽中成功4Lutz的女子溜冰者。 幾天前，安娜·謝爾巴科娃（Anna Shcherbakova）在國內比賽中做到了了兩次4Ltz跳躍。特魯索娃憑藉兩枚少年大獎賽的金牌獲得了2018-19賽季少年大獎賽的決賽資格。在JGP決賽中，她在短節目和自由滑兩項比賽中均獲得第二名，並獲得了銀牌。金牌得主，隊友和訓練搭檔Alena Kostornaia的得分比她高2.5分。 特魯索娃成功了一個4T，但她在第一個4Lutz雙腳落地，而第二個4Lutz存周。
特魯索娃（Trusova）在2019年俄羅斯世錦賽上排名第二，在短節目中排名第二，在自由滑比賽中排名第二，總體上獲得了銀牌。在滑冰比賽中，她做到了一個4Lutz，但在4T上跌倒了，落後隊友安娜·謝爾巴科娃（Anna Shcherbakova）0.07點。 隨後，特魯索娃發表講話說，她計劃在2019年少年世界錦標賽之前在四周跳上做更多的訓練。

### 2019-20 賽季
特魯索娃（Trusova）在2019年的CS Ondrej Nepela Memorial中進行了成人處女秀，在那裡她獲得了金牌並刷新了多項新世界紀錄。 在自由滑冰比賽中，當她跳出一個4Lutz和兩個4T時，她成為有史以來第一位進行三次四周跳的女士，其中第二個是一個組合跳。她創造了新的自由滑記錄163.78分，以及新的總合記錄238.69分。她的自由滑技術得分（TES）為98.34分，這也是新的世界紀錄。 她的4Lutz獲得了14.72分，這是單跳最高分數的新紀錄。
10月5日，特魯索娃（Trusova）在日本公開賽的團體比賽中滑冰，在那裡她以四個四周跳贏得了比賽：一個4Salchow，一個4Lutz，一個4T-3T和一個4T-1Eu-3S組合， 得分超過160分。但由於這不是ISU的正式比賽，因此她的四周跳的歷史數量並未被正式認可為國際比賽中的首位。
特魯索娃（Trusova）在2019年加拿大滑冰國際賽中首次亮相國際滑聯大獎賽，在那裡她獲得了金牌，這是她在短節目中獲得第三名，在自由滑冰鞋中獲得第一名。在這場比賽中，她以4T-3T和4T-1Eu-3S，成為第一位在國際滑聯認可的國際比賽中在一個程序中獲得兩個4-3連跳組合的女士。 在自由滑冰的後半段，她還成為第一位舉起四聯三聯跳組合的女士。 在同一比賽中，她創造了新的自由滑紀錄166.62分，以及新的總合記錄241.02分。 她在自由滑比賽中的技術分（TES）為100.20分，是新的世界紀錄。
在她的第二屆大獎賽，即2019年Rostelecom杯賽中，特魯索娃在短節目中僅次於葉甫根尼亞·梅德韋傑娃（Evgenia Medvedeva）。儘管她在一開始的4S中摔倒並在一個3-3的組合中又摔倒，但她還是自由滑第一名，並獲得了她的第二個大獎賽金牌。
特魯索娃（Trusova）的成績使她有資格參加都靈（Torino）大獎賽決賽。 特魯索娃（Trusova）在短節目中滑冰時，特魯索娃（Trusova）首次嘗試在比賽中嘗試跳3Axel，但旋轉不足並摔倒了。 因此，她在該部分排名第五，落後第一名的Alena Kostornaia 14分。 特魯索娃說，加入3A的決定是根據其在上週的實踐中“或多或少一致”著陸而做出的，並指出“我喜歡冒險，如果不冒險，我將無法實現目標” 到此刻我就擁有了。” 在自由滑中，特魯索娃第一次嘗試進行4F，乾淨利落地成功，成為世界上第一位完成此跳的女子選手，4Lz和4T同樣成功。但將原本計劃的4S跳成了2S，並在第二個4T摔倒了。在這場比賽，她成為第一位長節目滑冰比賽中成功4F的女溜冰者，也是第一位嘗試四種不同類型四周跳的女子選手。在長節目中獲得第三名，最終成績獲得了科斯托爾尼亞和謝爾巴科娃之後的銅牌。
在2020年俄羅斯錦標賽上，特魯索娃（Trusova）在短節目中排名第三，選擇不跳3Axel。這位自由滑手證明了自己的掙扎，她在4Lz和4F嘗試中均摔倒，並且在她的第一個四腳趾嘗試循環中翻了一番。 她繼續成功跳出第二個的4T，以及她剩餘的三周跳，並保持第三名。 她形容自己對表現「不滿意」，但她說希望可以在賽季結束前掌握4Loop。
在2020年歐洲錦標賽上，特魯索娃（Trusova）翻了一番，退出了計劃中的3Axel。 她得了74.95分，在該部分中排名第三，僅次於Alena Kostornaia和Anna Shcherbakova。在滑冰比賽中，她跌倒了兩個計劃好的四周跳，但成功跳下4T+3T，結果排在她的兩個隊友之後，排名第三位，獲得了銅牌。隨後特魯索娃還被指定參加2020年蒙特利爾世界錦標賽，但由於2019新冠病毒大流行而被取消。
2020年5月6日，俄羅斯媒體Nevasport和Sport24宣布Trusova決定與教練艾特利·圖特別麗澤分道揚鑣，加入葉甫根尼·普魯申科的學院（Angels of Plushenko），教練謝爾蓋·羅扎諾夫（Sergei Rozanov）以及少年組訓練隊員Veronika和Alyona Zhilina都加入了Trusova的行列。根據Sport24的說法，由於在取消世錦賽后的幾個月中，艾特利·圖特別麗澤本人對她缺乏關注，以及她對自己在訓練小組中的總體不滿，特魯索娃選擇離開圖特別麗澤的小組（Sambo-70）。

### 2020-21 賽季
在2021世界錦標賽中，特魯索娃在短節目中出現失誤，得分64.82，排名第十二，後來在長節目中成功跳出三個四周跳，分別是4F、4Ltz和4T，當中4F用刃模糊，4Ltz存周，以及4T+1Eu+3S的4T降組，同時原本設計好的另外兩個四周跳失誤，得分152.38，排名第一，並以總分217.20後來居上，排名第三。
2021年5月1日，官方宣布特魯索娃離開葉甫根尼·普魯申科的學院（Angels of Plushenko），回歸先前受訓的圖特別麗澤小組（Sambo-70），由原教練艾特利·圖特別麗澤訓練，本人表示是因為比較習慣以前的教練。。

### 2021-22 賽季
於俄羅斯測試賽的短節目3A摔倒，而長曲項目則成功跳出5個四週跳，總共完成4f，4s(turn)，2a3t，4t， 4lz3t，4lz，3lz1eu3s。成為女子花滑第一位在長節目跳出五個四周跳的選手，但因為是非ISU官方比賽所以不算世界紀錄，這場俄羅斯國內測試賽也沒有打分。
在2021/22USC（美國國際花滑經典賽）中，短節目3A依然摔倒；在自由滑完成4F(fall), 4S,4Lz(<,step,hand),4Lz1Eu3S(<,2ft,turn)，沒有完成預定的五個四周跳，得分142.05，以總分216.80獲得冠軍。
在2021大獎賽美國站因腿傷一度選擇退賽，最終選擇降低節目難度帶傷上陣，短節目放棄3A，以2A,3F,3Ltz+3T的跳躍配置取得短曲項目77.69的成績暫列第一，也刷新個人短節目的最佳成績。後在長曲項目也從原訂的五個四週跳降低難度至一個4lz的跳躍得到154.68分，總分232.37獲得美國站冠軍。但因為應力性骨折的腿傷，在三週後的大獎賽日本站退賽。
於2021俄羅斯全國錦標賽中，短曲依然3A摔倒，長曲則是上了四個四周跳摔了一個，後來總成績第二名只輸給再次獲得生涯最高分的卡米拉，得到參加北京冬奧會的資格。
於2022歐洲錦標賽中，短節目3A依舊沒有成功，排名第三，輸給再破世界紀錄的卡米拉·瓦莉娃與比利時選手洛納·亨格里克斯；在長節目中只成功4F與4S，摔了4T與4Lz,且被判不足週與降組，最後總成績排名第三作收，輸給卡米拉與謝爾巴科娃。
於2022年北京冬奧會花式滑冰女子單人滑競賽中，獲得短曲項目第四名(3A摔倒）與長曲項目第一名，最終以總分251.73分獲得銀牌。
Trusova 在賽後痛哭道不想再滑冰，之後在採訪中表示因為三年來從沒贏過重要的比賽，她這次做到了一直以來的目標五個四周跳，卻仍然沒有金牌，她感到很煎熬。

### 2022-23 賽季
2022年10月3日，官方宣布特魯索娃再次離開艾特利·圖特別麗澤教練團隊，換到Svetlana Sokolovskaya教練組裡。由於特魯索娃提交轉組申請的時間已超過截止日，所以這個賽季她將依舊代表Sambo-70(艾特利·圖特別麗澤小組)，但與Svetlana Sokolovskaya教練組一起訓練及比賽。消息人士透露與艾特利團隊訓練量過重有關，特魯索娃認為這是造成她背傷惡化的原因。但也有人認為是因為她的男朋友馬克·孔德拉秋克在該教練團隊。在俄羅斯大獎賽後的採訪中特魯索娃表示這是她自己的想法，沒有人反對，並且她和過去及現在的教練關係都很好。

## 技術
在2017-2018賽季中她一直在嘗試完成後內四周跳，她曾經在澳大利亞站成功落冰，但被判為不足周。在2018年世青賽她成功在自由滑中完成後內四周跳和後外點冰四周跳並獲得了GOE加分。她在練習中也曾跳出4Lz。
在跳躍時會加入Tano(在跳躍時把單手舉起，由Brian Boitano 發明)和Rippon(在跳躍時把雙手舉起，由Adam Rippon發明)的元素，爭取GOE加分。也會為了讓跳躍基礎分乘以1.1倍而把跳躍放在曲子的後半段完成。
在北京奧運時個人賽時她跳了2個4Lz,4S,4T,4F。

## 歷年節目

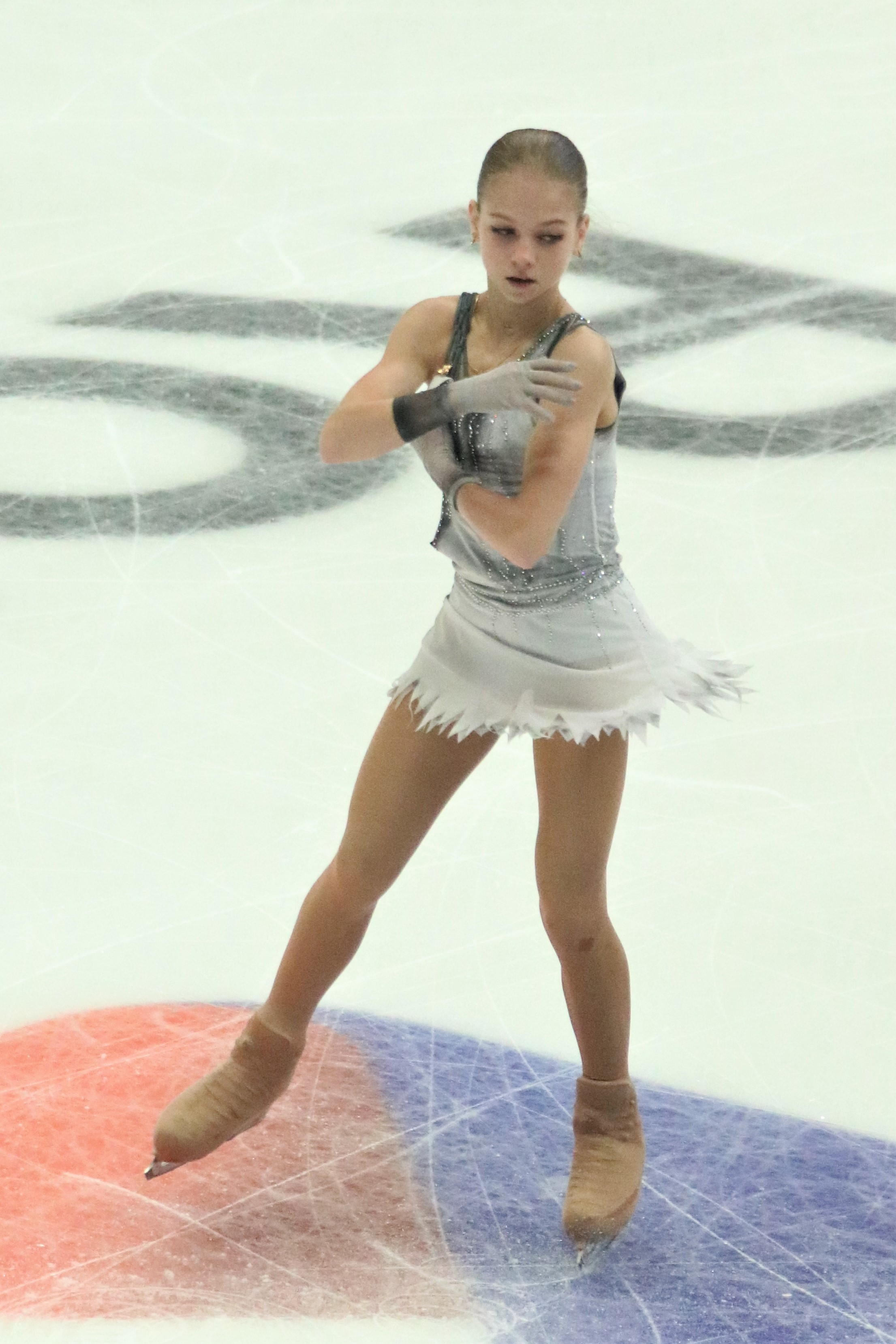
特魯索娃於2019年大獎賽俄羅斯站演出《皮爾金組曲》

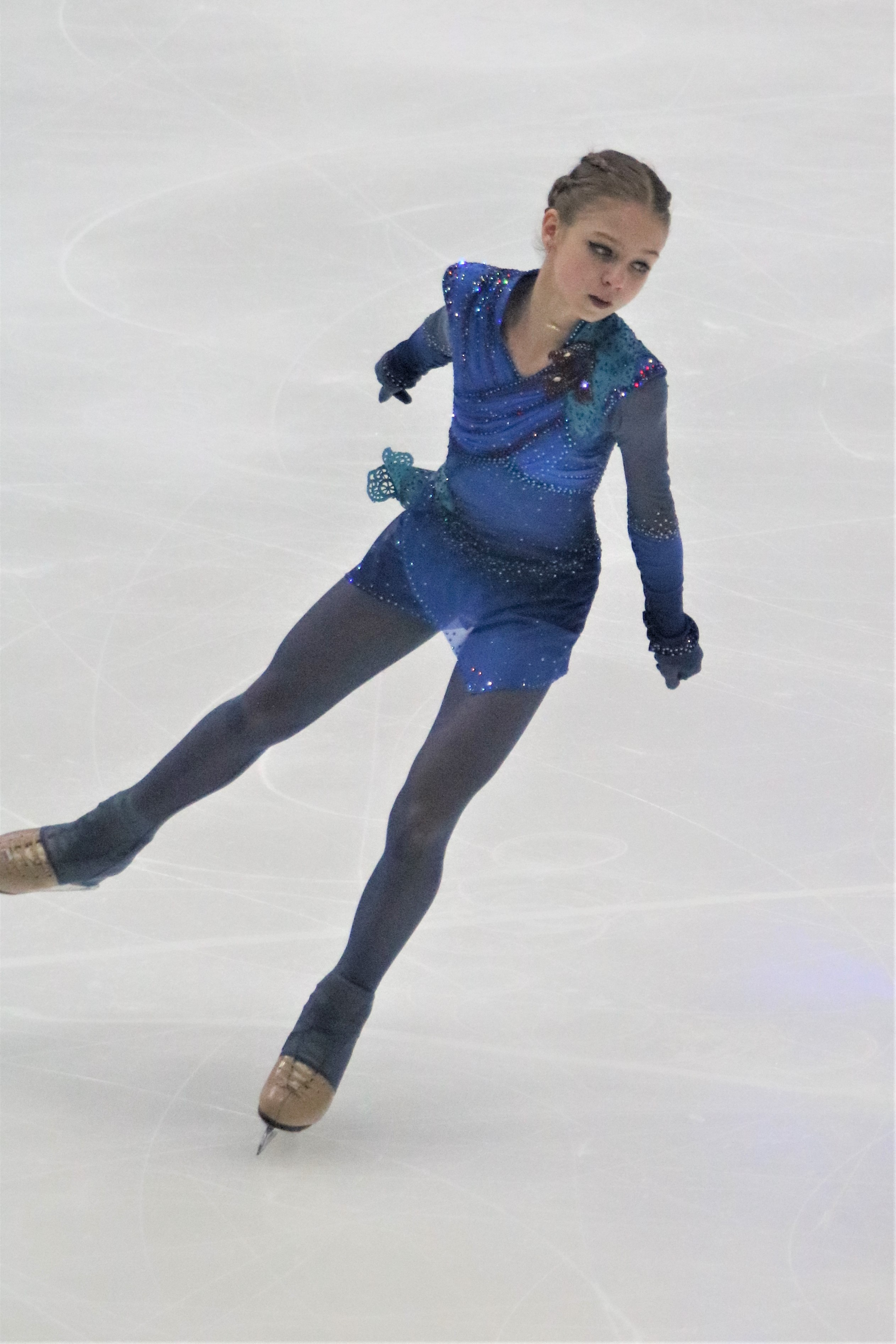
特魯索娃於2019年大獎賽俄羅斯站演出《權力遊戲》

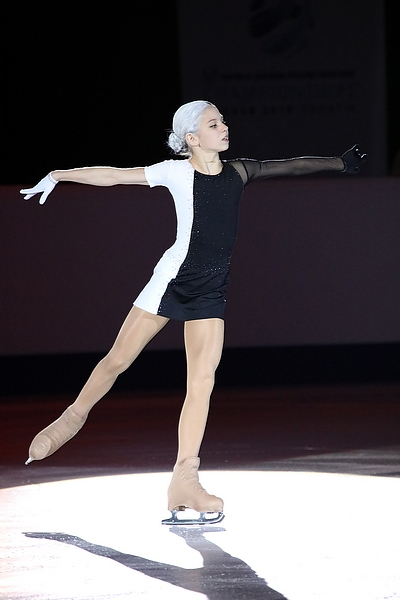
特魯索娃2019年世青賽表演滑

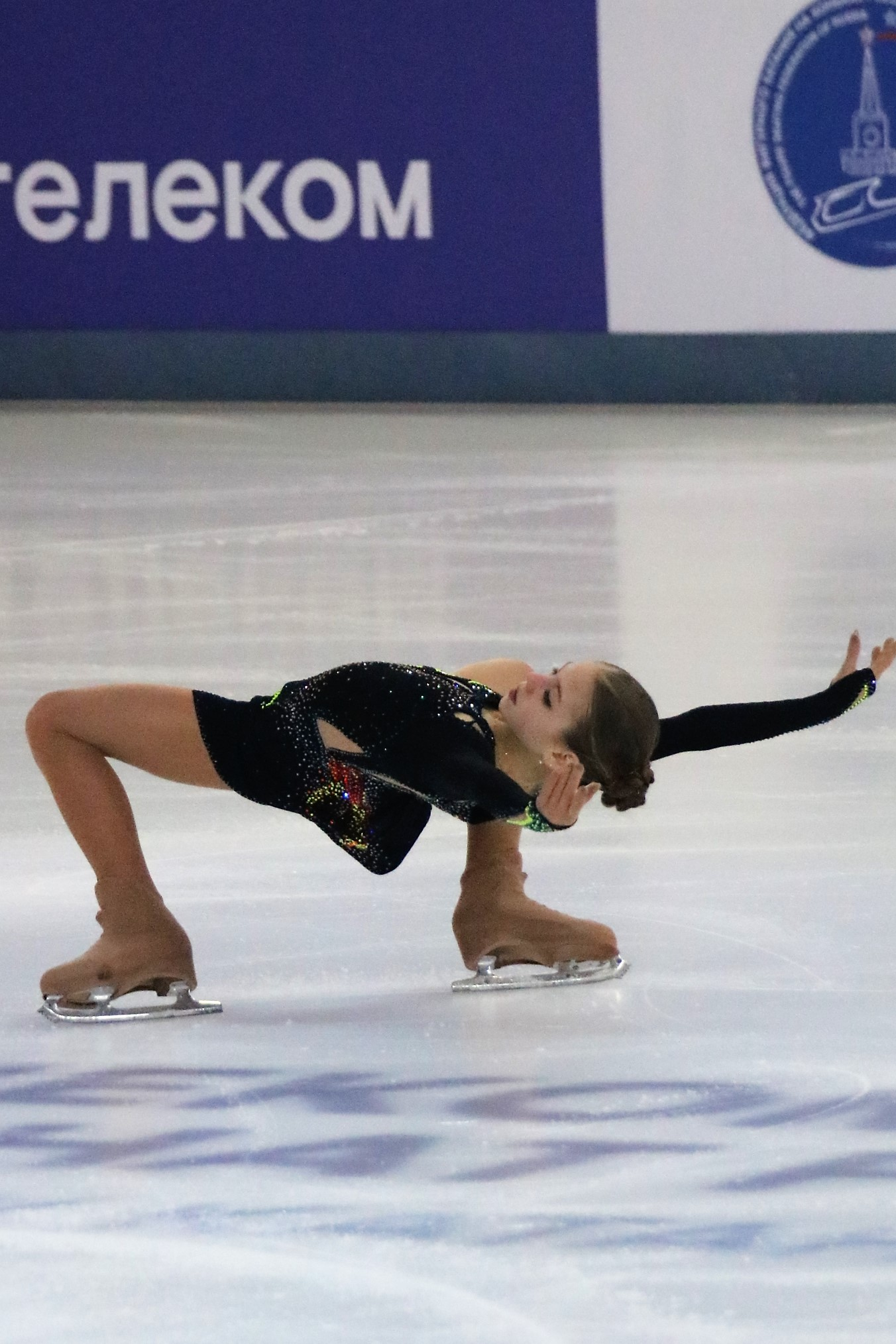
特魯索娃2019俄錦賽

| 賽季       | 短節目                                                            | 長節目                                                                                                   | 表演滑                                                         |
| ---------- | ----------------------------------------------------------------- | --- | -------------------------------------------------------------- |
| 2022-2023  | - Ainsi Bas La Vida                                               | - I Believe I Can Fly                                                                                    |                                                                |
| 2021-2022  | - 弗里达 作曲：艾略特·戈登塞尔 编舞：Daniil Gleikhengauz          | - 库伊拉 编舞：Daniil Gleikhengauz                                                                       | - 神力女超人 -Song to the Siren -Wonder Woman, a Call to Stand |
| 2020–2021  | - Love Story - Appassionata                                       | - 罗米欧与朱丽叶                                                                                         | - Game of Survival by Ruelle                                   |
| 2019–2020  | - 皮爾金組曲                                                      | - 權力遊戲                                                                                               | - Unstoppable                                                  |
| 2018–2019  | - 追殺比爾                                                        | - 第五元素                                                                                               | - Unstoppable - Big Spender - Jumpin' Jack                     |
| 2017–2018  | - Big Spender by Peggy Lee - Jumpin' Jack by Big Bad Voodoo Daddy | - The Four Seasons: Summer by Antonio Vivaldi rearranged by Max Richter                                  | - Your Heart Is As Black As Night by Melody Gardot             |
| 2016－2017 | - Your Heart Is As Black As Night by Melody Gardot                | - Galicia Flamenca by Gino D'Auri                                                                        |                                                                |
| 2015－2016 | - Paint It Black by Vanessa Carlton                               | - Crystallize by Lindsey Stirling - My Immortal by Lindsey Stirling - Spontaneous Me by Lindsey Stirling |                                                                |
| 2014－2015 | - Mexican Hat Dance by Cincinnati Pops Orchestra                  | |                                                                |

## 主要成绩
| 国际赛事：成人組 | 国际赛事：成人組 | 国际赛事：成人組 | 国际赛事：成人組 | 国际赛事：成人組 | 国际赛事：成人組 | 国际赛事：成人組 |
| 赛事             | 2016-17          | 2017-18          | 2018-19          | 2019-20          | 2020-21          | 2021-22          |
| ---------------- | ---------------- | ---------------- | ---------------- | ---------------- | ---------------- | ---------------- |
| 冬季奧運         |                  |                  |                  |                  |                  | 第2名            |
| 世錦賽           |                  |                  |                  | 取消             | 第3名            |                  |
| 歐錦賽           |                  |                  |                  | 第3名            |                  | 第3名            |
| 大獎賽總决赛     |                  |                  |                  | 第3名            |                  |                  |
| 大獎赛加拿大站   |                  |                  |                  | 第1名            |                  |                  |
| 大獎赛俄羅斯站   |                  |                  |                  | 第1名            | 第4名            |                  |
| 大獎赛美國站     |                  |                  |                  |                  |                  | 第1名            |
| 大獎赛日本站     |                  |                  |                  |                  |                  | 退賽             |
| CS美国经典赛     |                  |                  |                  |                  |                  | 第1名            |
| CS Ondrej Nepela |                  |                  |                  | 第1名            |                  |                  |
| 国际赛事：青年組 |                  |                  |                  |                  |                  |                  |
| 世青賽           |                  | 第1名            | 第1名            |                  |                  |                  |
| JGP 總决赛       |                  | 第1名            | 第2名            |                  |                  |                  |
| JGP 亞美尼亞站   |                  |                  | 第1名            |                  |                  |                  |
| JGP 澳洲站       |                  | 第1名            |                  |                  |                  |                  |
| JGP 白俄羅斯站   |                  | 第1名            |                  |                  |                  |                  |
| JGP 立陶宛站     |                  |                  | 第1名            |                  |                  |                  |
| 国内赛事         |                  |                  |                  |                  |                  |                  |
| 俄罗斯锦标赛     |                  |                  | 第2名            | 第3名            | 第3名            | 第1名            |
| 俄罗斯青年锦标赛 | 第4名            | 第1名            | 第1名            |                  |                  |                  |

## 比賽結果明細

### 成人組
| 2022–23 season      |                                          |          |           |           |
| 日期                | Event                                    | SP       | FS        | Total     |
| 2023年3月3日-3月5日 | 2023年俄羅斯花式滑冰大獎賽總決賽         | WD       | WD        | WD        |
| 2022年12月20-25日   | 2023俄羅斯錦標賽                         | WD       | WD        | WD        |
| 2022年11月18-20日   | 2022年俄羅斯花式滑冰大獎賽第五站         | 3 69.50  | 2 144.30  | 2 213.80  |
| 2022年10月28-30日   | 2022年俄羅斯花式滑冰大獎賽第二站         | 2 70.20  | 3 138.35  | 3 208.54  |
| 2021–22 season      |                                          |          |           |           |
| 日期                | Event                                    | SP       | FS        | Total     |
| 2022年2月15及17日   | 2022年冬季奧林匹克運動會                 | 4 74.60  | 1 177.13  | 2 251.73  |
| 2022年1月13-16日    | 2022歐洲錦標賽                           | 3 75.13  | 3 159.23  | 3 234.36  |
| 2021年12月21-26日   | 2022俄羅斯錦標賽                         | 5 74.21  | 21 174.44 | 21 248.65 |
| 2021年11月12-14日   | 2021大獎賽日本站                         | WD       | WD        | WD        |
| 2021年10月22-24日   | 2021大獎賽美國站                         | 1 77.69  | 1 154.68  | 1 232.37  |
| 2021年9月22-26日    | 2021年俄羅斯盃系列賽第一階段             | 1 74.53  | WD        | WD        |
| 2021年9月15-19日    | CS美國經典賽                             | 1 74.75  | 1 142.05  | 1 216.80  |
| 2020–21 season      |                                          |          |           |           |
| 日期                | Event                                    | SP       | FS        | Total     |
| 2021年3月22-28日    | 2021年世界花式滑冰錦標賽                 | 12 64.82 | 1 152.38  | 3 217.20  |
| 2021年2月5-7日      | 2021年俄羅斯花式滑冰第一頻道杯           | 4 77.86  | 3 163.33  | 2T        |
| 2021年2月5-7日      | 2021年俄羅斯花式滑冰第一頻道杯(跳躍項目) | -        | -         | 1T        |
| 2019年12月25-26日   | 2021俄羅斯錦標賽                         | 4 75.76  | 3 170.61  | 3 246.37  |
| 2020年11月20-22日   | 2020大獎賽俄羅斯站                       | 3 70.81  | 4 128.12  | 4 234.47  |
| 2020年11月8-12日    | 2020年俄羅斯盃系列賽第四階段             | 2 77.42  | 1 171.21  | 1 248.63  |
| 2020年10月10-13日   | 2020年俄羅斯盃系列賽第二階段             | 1 75.77  | 1 164.82  | 1 240.59  |
| 2019–20 season      |                                          |          |           |           |
| 日期                | Event                                    | SP       | FS        | Total     |
| 2020年1月24-25日    | 2020歐洲錦標賽                           | 3 74.95  | 3 150.39  | 3 225.34  |
| 2019年12月24-29日   | 2020俄羅斯錦標賽                         | 3 76.46  | 3 149.88  | 3 226.34  |
| 2019年12月5-8日     | 2019大獎總決賽                           | 5 71.45  | 3 161.73  | 3 233.18  |
| 2019年11月15-17日   | 2019大獎賽俄羅斯站                       | 2 74.21  | 1 160.26  | 1 234.47  |
| 2019年10月25-27日   | 2019大獎賽加拿大站                       | 3 74.40  | 1 166.62  | 1 241.02  |
| 2019年10月5日       | 2019日本公開賽                           | -        | 1 160.53  | 1T        |
| 2019年9月19-21日    | 2019 CS Ondrej Nepela                    | 1 74.91  | 1 163.78  | 1 238.69  |

### 青年組

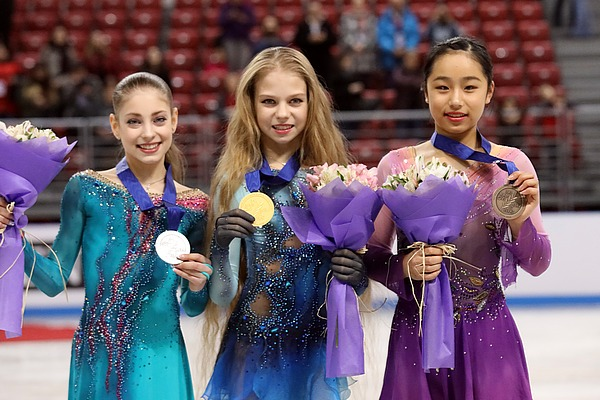
特魯索娃獲2018年世青賽金牌

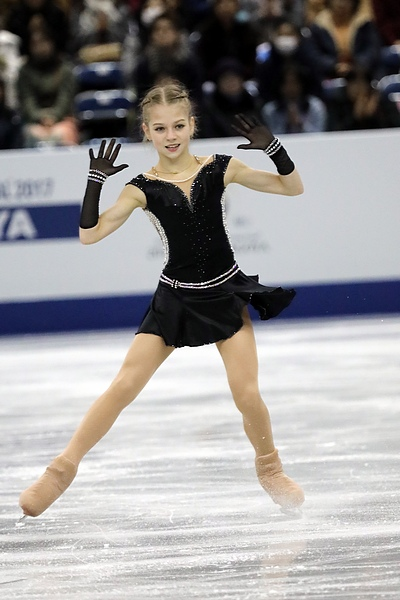
特魯索娃於2017年青年組大獎總決賽

| 2019年3月4日至10日   | 2019年世界青年花式滑冰錦標賽   | 青年組 | 2 72.49 | 1 150.40 | 1 222.89 |
| 2019年2月1至4日      | 2019年俄羅斯青年花式滑冰錦標賽 | 青年組 | 7 69.55 | 1 164.44 | 1 233.99 |
| 2018年12月19至23日   | 2019年俄羅斯花式滑冰錦標賽     | 成人組 | 2 74.96 | 2 154.75 | 2 229.71 |
| 2018年12月6至9日     | 2018-19 JGP 青年總決賽         | 青年組 | 2 74.43 | 2 140.77 | 2 215.20 |
| 2018年10月10至13日   | JGP 亞美尼亞站                 | 青年組 | 1 74.19 | 1 146.81 | 1 221.00 |
| 2018年9月5至8日      | JGP 立陶宛站                   | 青年組 | 1 74.74 | 1 146.70 | 1 221.44 |
| 2017–18 season       |                                |        |         |          |          |
| 比賽日期             | 賽事名稱                       | 等級   | SP      | FS       | 總分     |
| 2018年3月5日至11日   | 2018年世界青少年花样滑冰锦标赛 | 青年組 | 1 72.03 | 1 153.49 | 1 225.52 |
| 2018年1月23日至26日  | 2018年俄羅斯青年花式滑冰錦標賽 | 青年組 | 1 74.25 | 3 137.84 | 1 212.09 |
| 2017年12月7日至10日  | 2017-18 JGP 青年總決賽         | 青年組 | 1 73.25 | 2 132.36 | 1 205.61 |
| 2017年9月20日至24日  | JGP 白俄羅斯站                 | 青年組 | 1 69.72 | 1 126.60 | 1 196.32 |
| 2017年8月23日至26日  | JGP 澳大利亞站                 | 青年組 | 1 65.57 | 1 132.12 | 1 197.69 |
| 2016–17 season       |                                |        |         |          |          |
| 比賽日期             | 賽事名稱                       | 等級   | SP      | FS       | 總分     |
| 2017年2月1日至5日    | 俄羅斯青年花式滑冰錦標賽       | 青年組 | 6 64.95 | 4 129.65 | 4 194.60 |
| 2015–16 season       |                                |        |         |          |          |
| 比賽日期             | 賽事名稱                       | 等級   | SP      | FS       | 總分     |
| 2015年11月18日至22日 | CS Tallinn Trophy              | 少年組 | 5 36.23 | 1 76.88  | 2 113.11 |